# Hendrik Pekeler
Hendrik Pekeler (Itzehoe, 2 de julho de 1991) é um handebolista profissional alemão, medalhista olímpico

## Carreira
Hendrik Pekeler integrou a Seleção Alemã de Handebol no Rio 2016, conquistando a medalha de bronze.